# Защита Чайковского

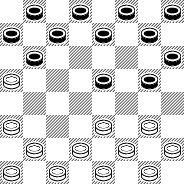
Табия дебюта

Защита А.Чайковского (Защита Чайковского) — дебют в русских шашках. Табия дебюта возникает после ходов 1.cb4 de5 2.ba5 fg5. Вторым ходом чёрные уходят от дебюта «Слепая партия» c 1…de5 (1.cb4 de5 2.ba5 bc5 3.ef4 ed6 4.bc3 fg5 5.fe3 gh4 6.gf2) и характерной связки правого фланга. Павел Слёзкин назвал дебют "Игра Чайковского" (А. Чайковский — киевский шашист, современник П. Бодянского).
Черные развивают свой левый фланг 2... fg5 подобно тому, как  в "Игре Филиппова - Блиндера". Белые могут сыграть 3. gh4 (Провести размен 3. ef4 или 3. gf4. 3. bc3)  3. ... gf4 4. e:g5 h:f4. II. Захватить центр 3. ed4 e:c3 4. b:d4. III. Перестроить позицию 3. ab4 gh4 4. dc3 gf6 5. ed4 e:c3 6. b:d2.
Примеры партий.
Grinevics V – Rostovikov V 1-st Internet World championship Sankt-Petersburg  64-russian classical (8x8), 01.02.2010г.-12.07.2010г. 1:1
1.cb4 de5 2.ba5 fg5 3.ef4 g:e3 4.d:d6 e:c5  5.bc3 cb4 6.a:c5 b:b2 7.a:c3 ab6 8.fe3 hg5  9.ed2 de7 10.gh4 ed6 11.h:f6 g:e5 12.ef4 e:g3 13.h:f4 de5 14.f:d6 c:e5 15.a:c7 b:d6 16.cb4 hg7 17.dc3 gf6 18.cd2 ef4 19.bc5 d:b4 20.c:a5 fe5 21.dc3 fe3 22.ab6 ed4 23.c:e5 ed2 24.ed6 =
Nosaljuk J – Rostovikov V 1-st Internet World championship Sankt-Petersburg  64-russian classical (8x8), 01.02.2010г.-12.07.2010г.
1.cb4 de5 2.ba5 fg5 3.ef4 g:e3 4.d:d6 e:c5  5.gf4 gf6 6.ed2 fg5 7.hg3 g:e3 8.d:f4 hg7  9.cd2 gf6 10.gh4 fe7 11.de3 fg5 12.h:f6 e:g5 13.fe5 gh4 14.ef4 de7 15.fe3 ef6 16.e:g7 h:f8 17.bc3 cb4 18.a:c5 b:b2 19.a:c3 cb6 20.a:c7 b:d6 21.ed4 =
Бахтияров – Ростовиков 1-й Открытый командный чемпионат России по электронной переписке, 01.07.2009 — 22.01.2010 1.cb4 de5 2.ba5 fg5 3.ed4 e:c3 4.b:d4 gh4  5.de3 ed6 6.ab2 hg5 7.dc5 b:d4 8.e:e7 f:d6   9.bc3 gf6 10.cb4 dc5 11.b:d6 c:e5 12.gf4 g:e3 13.f:d4 e:c3 14.ab4 cb2 15.c:a3 hg7 16.ed2 gh6 17.gf2 =
Федосеев – Ростовиков 1-й Открытый командный чемпионат России по электронной переписке, 01.07.2009 — 22.01.2010 1.cb4 de5 2.ba5 fg5 3.ed4 e:c3 4.b:d4 gh4  5.de3 ed6 6.dc5 d:b4 7.a:c3 gf6 8.ab2 ba5  9.cd4 fe7 10.bc3 fg5 11.gf4 ab6 12.fe5 ba7 13.cb4 a:c3 14.d:b2 bc5 15.ed2 cb6 16.ed4 c:e3 17.d:f4 g:e3 18.f:d4 dc7 19.cd2 ba5 20.dc5 hg7 21.bc3 gf6 22.e:g7 h:f8 23.hg3 h:f2 24.g:e3 cd6 25.cd4 d:b4 26.a:c5 ed6 27.c:e7 f:d6 28.de5 d:f4 29.e:g5 =
Тихеева Алина – Валихова Ирина, RCW-02 1.cb4 de5 2.ba5 fg5 3.gh4 gf4 4.e:g5 h:f4  5.bc3 bc5 6.cb4 cb6 7.a:c7 b:d6 8.ab2 ab6  9.ba5 gf6 10.a:c7 d:b8 11.fe3 hg7 12.e:g5 gh6 13.gf2 h:f4 14.fe3 fg7 15.e:g5 gh6 16.ef2 h:f4 17.fe3 ed6 18.e:e7 d:f8 19.hg3 fg7 20.bc3 bc7 21.gf4 e:g3 22.h:f2 de7 23.de3 gh6 24.cd4 cb6 25.de5 ba5 26.cb2 ab4 27.ef4 x